# رينيه دي بوير
رينيه دي بوير (بالهولندية: René de Boer)‏ هو نحات هولندي، ولد في 14 مارس 1945 في خرونينغن في هولندا.